# 小泉義之
小泉 義之（こいずみ よしゆき、1954年 - ）は、日本の哲学者、倫理学者。
主に近世哲学から現代哲学（大陸哲学・フランス現代哲学）までが研究対象。倫理学、特に生命倫理学に関する研究の他、文化研究においても有名。哲学修士（東京大学）。立命館大学名誉教授。

## 研究
哲学及び倫理学を専攻。現代的生命論を探求し、同時にこれまでの哲学史、古代ギリシア哲学、中世神学、近世哲学、現代思想などに対し批判的歴史的研究を行う。生命観と自然観の再検討を行う研究者である。現代の生命科学及び技術の進展に対応する生命論を目指している。
特に初期はルネ・デカルトの研究者として活躍した。デカルト研究の著書が多数あり。のち、ジル・ドゥルーズの代表的研究者としても広く知られるようになる。

## 経歴
- 北海道札幌市生まれ。
- 北海道札幌南高等学校卒業。
- 1988年、東京大学大学院人文科学研究科博士課程哲学専攻退学。
- 1990年、宇都宮大学教育学部講師。
- 宇都宮大学教育学部助教授。
- 宇都宮大学教育学部教授。
- 2001年、立命館大学文学部教授。
- 2002年、立命館大学先端総合学術研究科教授。
- 2025年、立命館大学名誉教授。

## 著作
- 『兵士デカルト - 戦いから祈りへ』（勁草書房） 1995
- 『デカルト＝哲学のすすめ』（講談社現代新書） 1996、のち改題『デカルト哲学』（講談社学術文庫） 2014
- 『弔いの哲学』（河出書房新社） 1997
- 『ドゥルーズの哲学 - 生命・自然・未来のために』（講談社現代新書） 2000、講談社学術文庫 2015
- 『レヴィナス - 何のために生きるのか』（日本放送出版協会、シリーズ・哲学のエッセンス） 2003
- 『生殖の哲学』（河出書房新社） 2003
- 『病いの哲学』（ちくま新書） 2006
- 『「負け組」の哲学』（人文書院） 2006
- 『デカルトの哲学』（人文書院） 2009
- 『倫理学』（人文書院、ブックガイドシリーズ基本の30冊） 2010
- 『生と病の哲学』（青土社） 2012
- 『ドゥルーズと狂気』（河出ブックス） 2014
- 『あたらしい狂気の歴史 - 精神病理の哲学』（青土社） 2018
- 『あたかも壊れた世界 - 批評的、リアリズム的』（青土社） 2019
- 『ドゥルーズの霊性』（河出書房新社） 2019
- 『災厄と性愛』（月曜社、小泉義之政治論集成 I） 2021
- 『闘争と統治』（月曜社、小泉義之政治論集成 II） 2021

### 共編著
- 『なぜ人を殺してはいけないのか?』（永井均共著、河出書房新社） 1998年、河出文庫 2010
- 『生命の臨界 - 争点としての生命』（松原洋子共編、人文書院） 2005
- 『ドゥルーズ / ガタリの現在』（鈴木泉, 檜垣立哉共編、平凡社） 2008
- 『脱原発「異論」』（市田良彦, 王寺賢太, スガ秀実, 長原豊共著、作品社） 2011
- 「デカルト『省察』における狂気と病気」（工作舎、『形而上学の可能性を求めて - 山本信の哲学』に所収） 2012　ISBN 978-4-87502-447-7
- 『債務共和国の終焉 - わたしたちはいつから奴隷になったのか』（市田良彦, 王寺賢太, 長原豊共著、河出書房新社） 2013
- 『ドゥルーズの21世紀』（檜垣立哉, 合田正人共編著、河出書房新社） 2019
- 『フーコー研究』（立木康介共編、岩波書店） 2021

### 連載
- 「鉄筆コロセウム」（『文藝』） 2001 - 2004
- 「文学の門前」（『文学界』） 2002 - 2003

## 翻訳
- 『無人島 1969 - 1974』（ジル・ドゥルーズ、監修・訳、河出書房新社） 2003
- 『意味の論理学』上・下（ジル・ドゥルーズ 、河出文庫） 2007
- 『デカルト全書簡集』全8巻（ルネ・デカルト、知泉書館） 2012 ‐ 2016 - 訳者の一人
- 『方法叙説』（ルネ・デカルト、講談社学術文庫） 2022.1

## 論文
- 国立情報学研究所収録論文 国立情報学研究所